# 赤溪縣
赤溪縣，是今廣東省台山市境内的一個旧縣。西距台城鎮35公里。
清朝同治六年（1867年）二月，“本地”與“客籍”械鬥，為減少土客衝突，當局將“客籍”人聚居處潮居都大部分與矬峒都小部分從新寧縣劃出，成立赤溪直隸廳，直屬廣東布政司。此間水流含泥沙多色赤，故名“赤溪”。
中華民國初年，全国废厅，赤溪直隸廳改為赤溪縣，以今赤溪城為縣城。1947年，中華民國內政部编撰的《中華民國行政區域簡表》中，县域面积约为224.25平方公里，人口16706人，为4等县:74。1953年，新政府撤销赤溪縣，復歸臺山縣轄，改稱“十九區”。1958年初稱赤溪鄉；1958年下半年稱赤溪公社；1984年稱赤溪區；1986年12月，稱赤溪鎮。   